# Bld éditions
BLD Editions est une association sénégalaise fondée en 1994 par des professionnels du livre, des sociologues et des pédagogues. Elle veut promouvoir la culture et l’éducation en mettant des bibliothèques à la disposition des populations et en facilitant l'accès aux technologies de l'information et de la communication. La maison d'édition est membre d'Afrilivres.

## Historique
BLD Éditions (pour « Bibliothèque, Lecture, Développement ») est une association fondée à Dakar en 1994. Cette année-là, l'association crée et édite deux albums. La demande est telle qu'il faut rééditer ces livres pour une plus grande diffusion.
En 2007, BLD Éditions reçoit le prix Alioune Diop à l'occasion de la onzième FILDAK (Foire internationale du livre et du matériel didactique de Dakar). Ce prix décerné par l'Organisation internationale de la francophonie « récompense un éditeur s’étant illustré dans la qualité de sa production, tout en contribuant à renforcer les capacités éditoriales en Afrique ».

## Collections
- Tété : 0 à 5 ans
- Guné : 6 à 8 ans
- Selbé : 10 à 12 ans
- Selbé Doc : 10 à 12 ans
- Hors collection : à partir de 8 ans
- Galerie auteurs : Photos des auteurs et illustrateurs